# Rafael Hernández (Argentina)
Rafael Hernández (1 de septiembre de 1840, Chacra Pueyrredón, actualmente Villa Ballester Oeste, Partido de General San Martín, Provincia de Buenos Aires-21 de marzo de 1903, Buenos Aires) fue un político y periodista argentino, fundador de la Universidad Nacional de La Plata, y hermano menor del creador del Martín Fierro.
Sus padres fueron Don Pedro Pascual Rafael Hernández y Doña Isabel Pueyrredón Caamaño. Sus hermanos: José Rafael, autor del Martín Fierro, y Magdalena.El 5 de junio de 1857, muere su padre y Rafael vuelve a Buenos Aires a terminar sus estudios en el colegio Republicano Federal y luego la Universidad donde se recibió de Agrimensor Nacional. Durante la época de enfrentamientos entre unitarios y federales debieron trasladarse a Paraná.
Los dos hermanos se incorporaron como oficiales al ejército de la Confederación y fueron destinados al batallón comandado por el coronel Eusebio Palma, donde Rafael Hernández fue abanderado. Luchó en la batalla de Cepeda y luego en la de Pavón, donde salvó su vida milagrosamente. En 1864 combatió en Paysandú bajo el grado de Capitán. En esa oportunidad fue el único de su guarnición que no cayó prisionero.
Luego de su experiencia militar, desarrolló una intensa actividad periodística. Se casó en Buenos Aires con Anselma Serantes Pita con quien tuvo siete hijos: Carmen, Magdalena, Sarah Anselma, Pastora, Inés, Celia y Ricardo.
También se desempeñó como vocal del Departamento de Ingenieros de la Provincia de Buenos Aires y encargado de la sección de Catastro y Geodesia del mismo departamento.
El 3 de mayo de 1875 fue elegido diputado provincial, cargo que ocupó hasta 1877. El 30 de abril de 1887 asumió como senador de la Provincia y fue nombrado Presidente de la Municipalidad del pueblo de Belgrano. Fundó entre otros periódicos "El progreso de Belgrano". En 1891 fue reelecto hasta 1893.
En 1887 fue representante del Banco Constructor de La Plata para promover la realización de un barrio obrero de doscientas viviendas con equipamiento en la ciudad de La Plata.
Su iniciativa más trascendente ha sido la fundación de la Universidad de La Plata. Esta casa de estudios comenzó a funcionar en 1897, y años después, en 1905, sus cuatro facultades originarias —Derecho y Ciencias Jurídicas, Ciencias Médicas, Ciencias Físico-Matemáticas y Química y Farmacia— se transformarían en Universidad Nacional por iniciativa de Joaquín Víctor González. Su pensamiento se refleja en sus palabras: “La Universidad es la representación genuina y legítima del Espíritu de independencia y libertad”.
Rafael Hernández murió el 21 de marzo de 1903 en su casa de la calle Charcas. En su honor fue nombrado el Colegio Nacional Rafael Hernández, así como numerosas calles y plazas en todo el país.